# Sporobolus pungens
Sporobolus pungens é uma espécie de planta com flor pertencente à família Poaceae. 
A autoridade científica da espécie é (Schreb.) Kunth, tendo sido publicada em Révision des Graminées 1: 68. 1829.

## Portugal
Trata-se de uma espécie presente no território português, nomeadamente em Portugal Continental.
Em termos de naturalidade é nativa da região atrás indicada.

## Protecção
Não se encontra protegida por legislação portuguesa ou da Comunidade Europeia.